# WiiConnect24
WiiConnect24 est le nom d'une fonctionnalité de la Connexion Wi-Fi Nintendo de la Wii, console de jeux vidéo de Nintendo. Celle-ci permet à la console de rester connectée en permanence à Internet, et ce même en veille, pour télécharger divers contenus. Elle a été dévoilée par Nintendo à l'Electronic Entertainment Expo 2006. Par exemple, un joueur peut envoyer des messages à un de ses amis dans Animal Crossing: Let's Go to the City, sans que ce dernier soit connecté.
Le 28 juin 2013, le service a été arrêté. De ce fait, les chaînes Wii qui en dépendaient, les échanges de données entre amis via le bureau Wii ainsi que les fonctionnalités en ligne de certains jeux sont devenus inaccessibles,.
Le SpotPass, service du Nintendo Network, a succédé au WiiConnect24, en assurant une fonctionnalité similaire de transmission de contenu sur les consoles Nintendo 3DS et Wii U.

## Fonctionnement

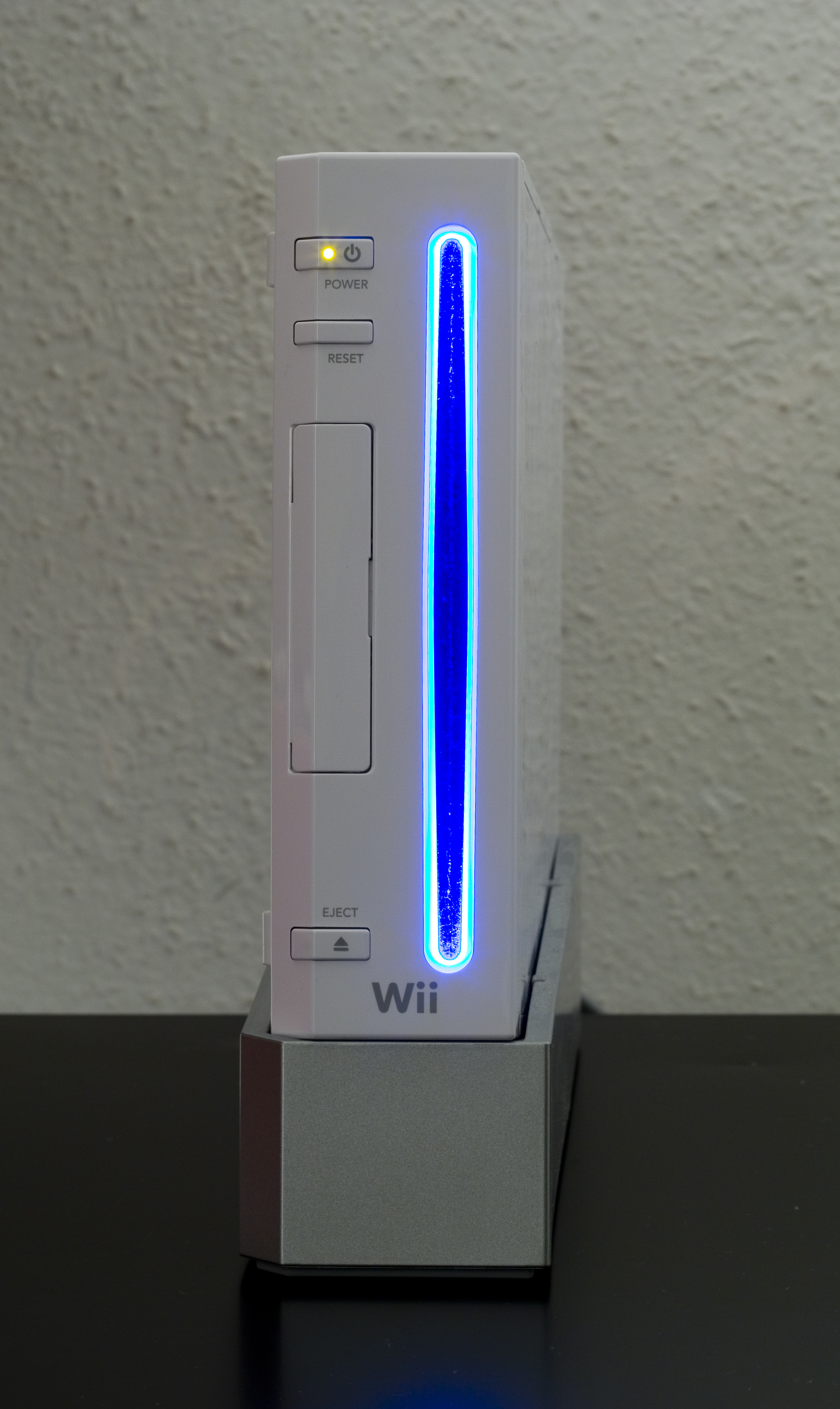
Une console Wii en mode veille recevant un message par WiiConnect24.

Le WiiConnect24 permet à la Wii de rester connectée à Internet en permanence, ce qui permet au constructeur de mettre à jour le système d'exploitation de la console et aux éditeurs d'envoyer de nouveaux éléments pour leurs jeux comme des patchs, contenus supplémentaires, messages, et ce même si la console est en mode veille. Le service permet ainsi de recevoir des messages de Nintendo, de certaines chaînes Wii installées ou d'autres possesseurs de Wii.
Satoru Iwata, président de Nintendo, présente ainsi la Wii comme « le système qui ne dort jamais ». Il souhaite que les joueurs allument leur console tous les jours pour voir les nouveaux éléments qui leur ont été proposés.
Lorsqu'un élément est reçu, par défaut, la DEL bleue du mange-disque de la console se met à clignoter pour avertir l'utilisateur. L'intensité de cette lumière bleue peut être réglée dans les paramètres de la console, en mode Vif, Atténué, ou Arrêt. Celle-ci s'allume et s'éteint au rythme du sifflement de la bouscarle chanteuse.
Le WiiConnect24 peut-être activé ou non via l'écran de paramètres de la console. L'utilisateur a également le choix de le laisser activé quand la console est en veille. Une fois en veille, le témoin d'alimentation indique le statut de la connexion WiiConnect24 : le rouge indique qu'il n'est pas activé, le jaune indique qu'il est en marche. Si le bouton d'alimentation est maintenu enfoncé pendant trois à quatre secondes, la Wii se met en veille sans activer le WiiConnect24. Si l'alimentation de la console est débranchée puis rebranchée, elle se met en veille, et le WiiConnect24 ne se réactivera qu'à l'allumage de la console.

## Arrêt du service
En avril 2013, Nintendo annonce la coupure définitive du WiiConnect24 pour le 28 juin de la même année, accompagnée de la désactivation de plusieurs chaînes liées, soit les chaînes infos, météo, votes et concours Mii. Aussi, il n'est plus possible d'échanger des messages et des données avec d'autres utilisateurs,.
Le service est remplacé par SpotPass, un service dont le fonctionnement est similaire, d'abord sur Nintendo 3DS puis, plus tard, sur Wii U,.

## WiiLink
En 2015, un petit groupe de personnes a décidé de créer RiiConnect24 qui a remplacé les serveurs officiels par leurs serveurs. Ce logiciel remplace WiiConnect24 qui a fermé ses portes le 28 juin 2013 et qui n'est disponible que via l'application Homebrew Channel.
En 2024, la service est remplacée par WiiLink.